# Junonia celebensis
Junonia celebensis är en fjärilsart som beskrevs av Butler 1901. Junonia celebensis ingår i släktet Junonia och familjen praktfjärilar. Inga underarter finns listade i Catalogue of Life.